# Cooper City
Cooper City is een plaats (city) in de Amerikaanse staat Florida, en valt bestuurlijk gezien onder Broward County.

## Demografie
Bij de volkstelling in 2000 werd het aantal inwoners vastgesteld op 27.939.
In 2006 is het aantal inwoners door het United States Census Bureau geschat op 29.945, een stijging van 2006 (7.2%).

## Geografie
Volgens het United States Census Bureau beslaat de plaats een oppervlakte van
17,3 km², waarvan 16,4 km² land en 0,9 km² water. Cooper City ligt op ongeveer 1 m boven zeeniveau.

## Plaatsen in de nabije omgeving
De onderstaande figuur toont nabijgelegen plaatsen in een straal van 8 km rond Cooper City.